# Conseil européen des 14 et 15 décembre 2001
Pour les articles homonymes, voir Laeken (homonymie).
Le Conseil européen des 14 et 15 décembre 2001, aussi appelé Conseil européen de Laeken a été présidé par Guy Verhofstadt. Il a été marqué par la Déclaration finale des chefs de gouvernement réunis au sein du Conseil de l'UE, dite Déclaration de Laeken sur l'avenir de l'Europe, qui a convoqué la Convention sur l'avenir de l'Europe, présidée par Valéry Giscard d'Estaing et qui prépara le Traité établissant une Constitution pour l'Europe (TECE). D'autres décisions ont toutefois été prises lors de ce conseil, notamment dans le domaine de la Justice et des Affaires intérieures (JAI). A aussi été discuté l'élargissement de l'Union.

## Justice et affaires intérieures
Les décisions concernant la coopération policière européenne incluent: 
- accord sur le mandat d'arrêt européen;
- une définition commune du terrorisme;
- instauration du système européen d'identification des visas (SIVE), une base de données biométriques pour les demandeurs de visas, une priorité de l'Union européenne.

## Déclaration de Laeken
La Déclaration de Laeken est la déclaration finale du sommet européen de Laeken le 15 décembre 2001, qui convoque la Convention sur l'avenir de l'Europe. Cette convention est présidée par Valéry Giscard d'Estaing et composée de 105 membres titulaires. Les membres de la convention vont se mettre d’accord sur un texte qui va être soumis aux gouvernements des États membres qui, dans un premier temps, sont en désaccord avec certaines dispositions du texte et donc vont réécrire ces dispositions. C’est ce texte tel qu’approuvé par les chefs d’État et de gouvernement qui sera soumis à ratification dans chacun des États membres de l’Union européenne. 
On peut considérer a posteriori qu'elle marque un tournant important dans la construction européenne, à deux niveaux au moins : 
- un tournant méthodologique : les négociations de Nice en décembre 2000 ayant montré la crise du modèle de la négociation intergouvernementale classique, on décide de réunir une assemblée d'un genre nouveau, consacrée entièrement à la réflexion sur l'approfondissement de l'intégration européenne. Elle comprend non seulement des représentants des États, mais aussi des représentants du Parlement européen, des parlements nationaux et de la Commission européenne.
- un tournant politique : l'objectif principal des débats n'est plus seulement l'élargissement du champ de compétences de l'Union européenne, mais une réflexion globale sur la démocratie européenne, son organisation et son avenir. C'est ce changement d'objectif qui débouche finalement sur le Traité établissant une constitution pour l'Europe, sans que l'élaboration d'un tel texte ait fait explicitement partie du mandat de la Convention sur l'avenir de l'Europe.

Les objectifs de la Convention étaient d’abroger les deux traités de Rome et Maastricht et de les remplacer par ce traité unique instituant une seule et nouvelle entité toujours appelée Union européenne. Il s'agit ici d'une véritable ambition constitutionnelle avec cette nouvelle Union européenne dotée, elle, de la personnalité juridique.

## Compléments